# Effetto Marangoni
L'effetto Marangoni, anche chiamato effetto Gibbs-Marangoni, è il trasferimento di massa lungo un’interfaccia tra due fasi dovuto ad un gradiente della tensione superficiale. Nel caso della dipendenza dalla temperatura, questo fenomeno può essere chiamato convezione termocapillare.

## Storia
Questo fenomeno è stato identificato per la prima volta nelle cosiddette “lacrime di vino” dal fisico James Thomson nel 1855. L’effetto generale è stato chiamato così in onore del fisico italiano Carlo Marangoni, che lo studiò per la sua tesi di dottorato presso l’Università di Pavia e pubblicò i suoi risultati nel 1865. Una trattazione teorica più completa riguardo all’effetto Marangoni fu data da J. Willard Gibbs nella sua opera sull’equilibrio sulle sostanze eterogenee (1875-8).

## Meccanismo
Poiché un liquido con un’alta tensione superficiale tira più fortemente il liquido circostante rispetto ad uno con una bassa tensione superficiale, la presenza di un gradiente nella tensione superficiale farà sì che il liquido si allontani da regioni di bassa tensione superficiale a regioni in cui è più alta. Il gradiente di tensione può essere causato da un gradiente di concentrazione o da un gradiente di temperatura (la tensione superficiale è una funzione della temperatura). 
In casi semplici la velocità di deriva vale {\displaystyle u\approx \Delta \gamma /\mu } dove {\displaystyle \Delta \gamma } è la differenza nella tensione superficiale e {\displaystyle \mu } è la viscosità del liquido. L’acqua ha una tensione superficiale di circa 0,07 Newton su metro e una viscosità di circa 10−3 Pascal per secondo, a temperatura ambiente.
Quindi anche variazioni di qualche punto percentuale nella tensione superficiale dell’acqua possono generare flussi di Marangoni di quasi {\displaystyle 1\,m/s}. Per questo motivo i flussi di Marangoni sono comuni e facilmente osservabili.
Il numero di Marangoni, è un valore adimensionale, che può essere usato per caratterizzare gli effetti relativi della tensione superficiale e delle forze viscose.

## Modellizzazione matematica
Nel caso di una piccola goccia di tensioattivo caduta sulla superficie dell’acqua, Roché Li e Griffiths hanno eseguito esperimenti quantitativi e hanno sviluppato un modello semplificato del fenomeno in accordo approssimativo con gli esperimenti. 
Questo modello descrive l’espansione nel raggio {\displaystyle r} di una chiazza della superficie coperta di tensioattivo, a causa di un flusso di Marangoni diretto verso l’esterno con velocità {\displaystyle u}. La chiazza coperta dal tensioattivo sulla superficie dell’acqua si espande a una velocità di circa 
{\displaystyle u\approx {\frac {(\gamma _{\rm {a}}-\gamma _{\rm {s}})^{2/3}}{\left(\mu \rho r\right)^{1/3}}}\approx {\frac {10^{-2}}{r^{1/3}}}~~;~~(r~~{\mbox{in m}})}
Dove {\displaystyle \gamma _{\rm {a}}} è la tensione superficiale dell’acqua,  {\displaystyle \gamma _{\rm {s}}} è la (minore) tensione superficiale dell’acqua ricoperta da tensioattivo, {\displaystyle \mu } è la viscosità dell’acqua e infine {\displaystyle \rho } è la densità di massa dell’acqua. Con una differenza di tensione superficiale pari a {\displaystyle (\gamma _{\rm {a}}-\gamma _{\rm {s}})\approx 10^{-2}} N/m, ovvero,  un ordine di qualche decina di punti percentuale di riduzione della tensione superficiale dell’acqua, dato che per l'acqua vale {\displaystyle (\mu \rho )\sim 1} N m−6s3, otteniamo la seconda uguaglianza sopra riportata. Questo determina una velocità che decresce man mano che la regione di liquido ricoperto da tensioattivo si espande, andando dall’ordine di cm/s all’ordine di mm/s.
L’equazione si ottiene facendo un paio di semplici approssimazioni. La prima è ottenuta equiparando lo stress superficiale causato del gradiente di concentrazione del tensioattivo (che è responsabile del flusso di Marangoni) con le forze di attrito viscoso (che si oppongono al flusso). Lo stress di Marangoni è essenzialmente  {\displaystyle \sim (\partial \gamma /\partial r)}, cioè, il gradiente nella tensione superficiale dovuta al gradiente nella concentrazione del tensioattivo (alto al centro della macchia in espansione, nullo lontano dalla chiazza). La forza di taglio dovuta all’attrito viscoso è semplicemente la viscosità moltiplicata per il gradiente della velocità di taglio {\displaystyle \sim \mu (u/l)}, dove {\displaystyle l} è la profondità del flusso dovuto all’espansione della macchia di diffusione. Roché e colleghi suppongono che la quantità di moto (che è diretta radialmente) si diffonda verso il basso del liquido, durante la diffusione, e quindi quando la macchia ha raggiunto un raggio {\displaystyle r}, abbiamo che {\displaystyle l\sim (\nu r/u)^{1/2}}, dove {\displaystyle \nu =\mu /\rho } è la viscosità cinematica, che è la costante di diffusione per la quantità di moto in un fluido.  Equiparando le due forze otteniamo
{\displaystyle u^{3/2}\approx {\frac {(\nu r)^{1/2}}{\mu }}\left({\frac {\partial \gamma }{\partial r}}\right)\approx {\frac {r^{1/2}}{(\mu \rho )^{1/2}}}{\frac {\gamma _{\rm {w}}-\gamma _{\rm {s}}}{r}}}
Dove abbiamo approssimato il gradiente {\displaystyle (\partial \gamma /\partial r)\approx (\gamma _{\rm {w}}-\gamma _{\rm {s}})/r}.  Elevando alla potenza di due terzi entrambe le parti otteniamo l’espressione voluta. 

## Significanza in fenomeni di convezione, trasporto di massa e calore
Sulla Terra, l’effetto della gravità causante la convezione naturale in un sistema con un gradiente di temperatura lungo un'interfaccia fluido / fluido è di solito molto più forte dell’effetto Marangoni. Molti esperimenti sono stati condotti in condizioni di microgravità a bordo di razzi sonda per osservare l’effetto Marangoni senza l’effetto della gravità. 
La ricerca sui tubi di calore eseguiti sulla stazione spaziale internazionale ha rivelato che, mentre i tubi di calore esposti a un gradiente di temperatura sulla terra fanno evaporare il fluido interno a un’estremità e ne causano la migrazione lungo il tubo, asciugando così l’estremità calda, nello spazio (dove gli effetti della gravità possono essere ignorati) accade il contrario e l’estremità calda del tubo è inondata di liquido. Ciò è dovuto all’effetto Marangoni, insieme all’azione capillare. Il fluido viene attirato all’estremità calda del tubo per azione capillare, ma la maggior parte del liquido finisce poi con una gocciolina a breve distanza dalla parte più calda del tubo, spiegata dal flusso di Marangoni. Il liquido forma una gocciolina con una piccola area di contatto con le pareti del tubo, un film sottile che circola liquido tra la gocciolina più fredda e il liquido all’estremità calda.
Il risultato dell’effetto Marangoni sul trasferimento di calore in presenza di bolle di gas sulla superficie di riscaldamento (ad esempio, nell’ebollizione con nucleazione) è stato a lungo ignorato, ma è attualmente un argomento di interesse di ricerca in corso a causa della sua potenziale importanza fondamentale per la comprensione del trasferimento di calore nell’ebollizione.

## Esempi e applicazioni

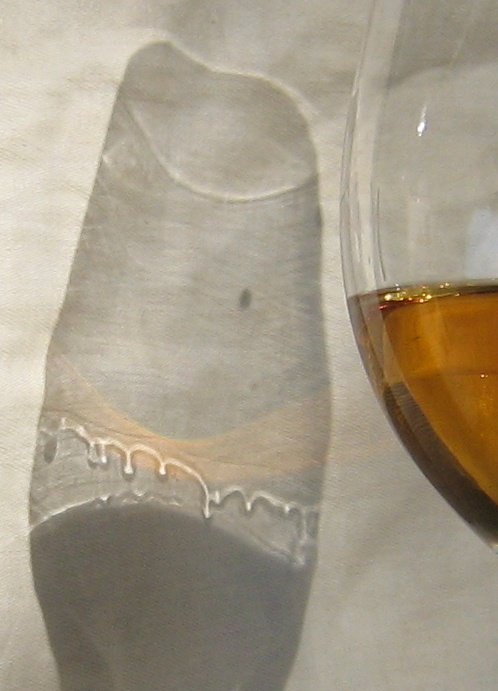
Archetti di vino sulle pareti di un bicchiere contenente una bevanda alcolica

Un esempio familiare sono gli archetti del vino che si formano facendo roteare il vino dentro ad un bicchiere ben pulito: rappresentano una manifestazione dell'effetto Marangoni. 
Un altro esempio dell’effetto Marangoni appare al comportamento delle celle di convezione, le così chiamate “celle di Bernard”. Un’importante applicazione dell’effetto Marangoni è l’utilizzo per l’asciugatura dei wafer di silicio dopo una fase di lavorazione a umido durante la fabbricazione di circuiti integrati. Le macchie liquide lasciate sulla superficie del wafer possono causare ossidazione che danneggia i componenti sul wafer. Per evitare la formazione di queste macchie, un vapore alcolico o altri componenti organici in gas, vapori o aerosol viene soffiato attraverso un anello sopra la superficie del wafer bagnato (o al menisco formato tra il liquido detergente e il wafer mentre il wafer viene sollevato da un bagno di immersione). Il conseguente effetto Marangoni causa un gradiente di tensione superficiale nel liquido permettendo alla gravità di spingere più facilmente il liquido completamente giù dalla superficie del wafer lasciando la superficie del wafer asciutta.
Un fenomeno simile è stato creativamente utilizzato per autoassemblare nanoparticelle in vettori ordinati e per far crescere nanotubi ordinati. Un alcool contenente nano particelle è diffuso su substrato, in seguito viene soffiata aria umida su questo. 
Un’altra applicazione è la manipolazione delle particelle sfruttando la rilevanza degli effetti di tensione superficiale su piccola scala. Una convezione termo-capillare controllata viene creata riscaldando localmente l’interfaccia aria-acqua utilizzando un laser a infrarossi. Quindi, questo flusso viene utilizzato per controllare gli oggetti galleggianti sia in posizione che in orientamento e può favorire l’autoassemblaggio di oggetti galleggianti, approfittando dell’effetto Marangoni. 
L’effetto Marangoni è importante anche per i campi della saldatura, della crescita dei cristalli e della fusione con fascio di elettroni dei metalli.
Dato della sua prevalenza in contesti di microgravità, l'effetto Marangoni è studiato anche nel contesto della colonizzazione lunare e spaziale in generale.